# Gurina

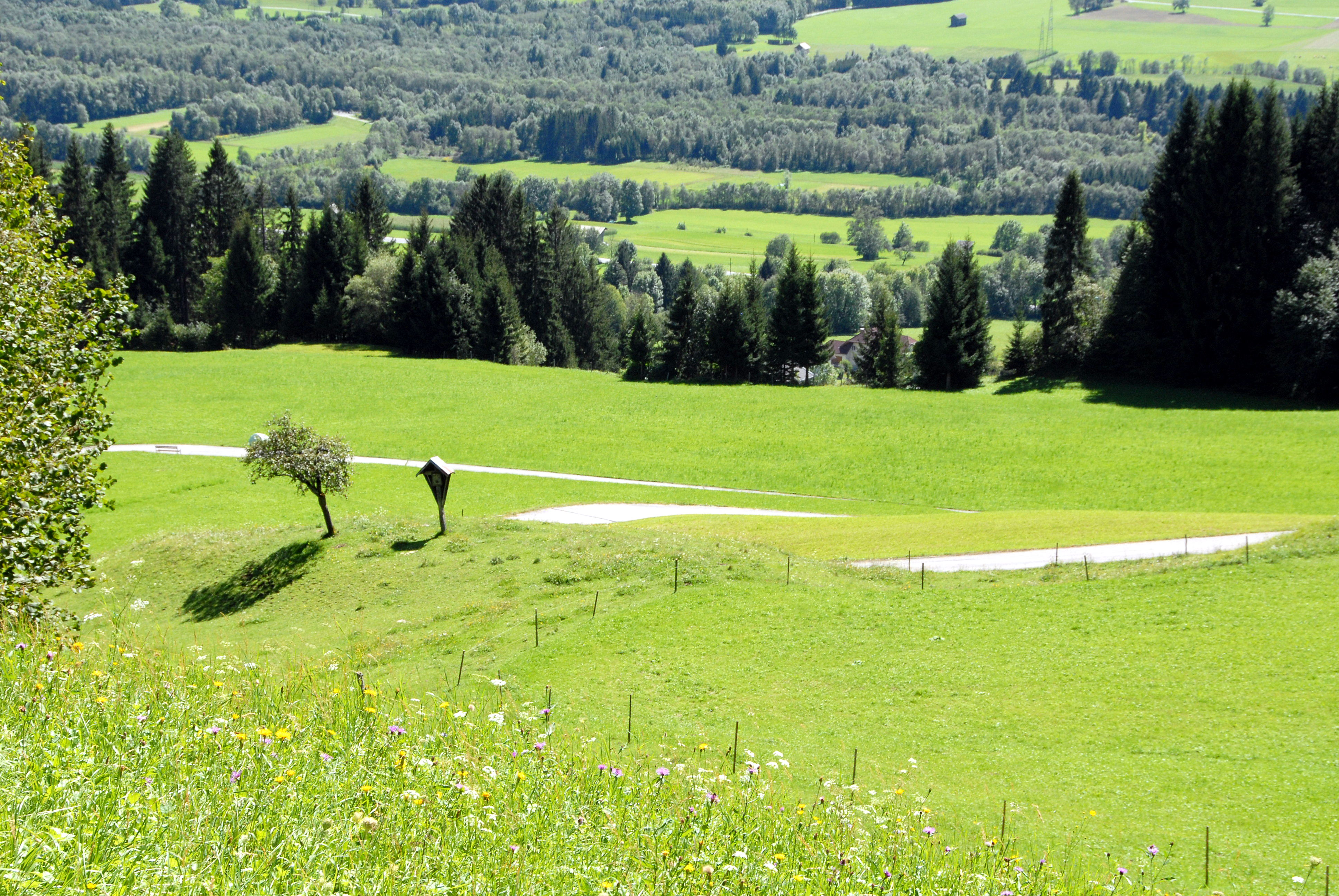
Grabhügel in der Nekropole von Gurina

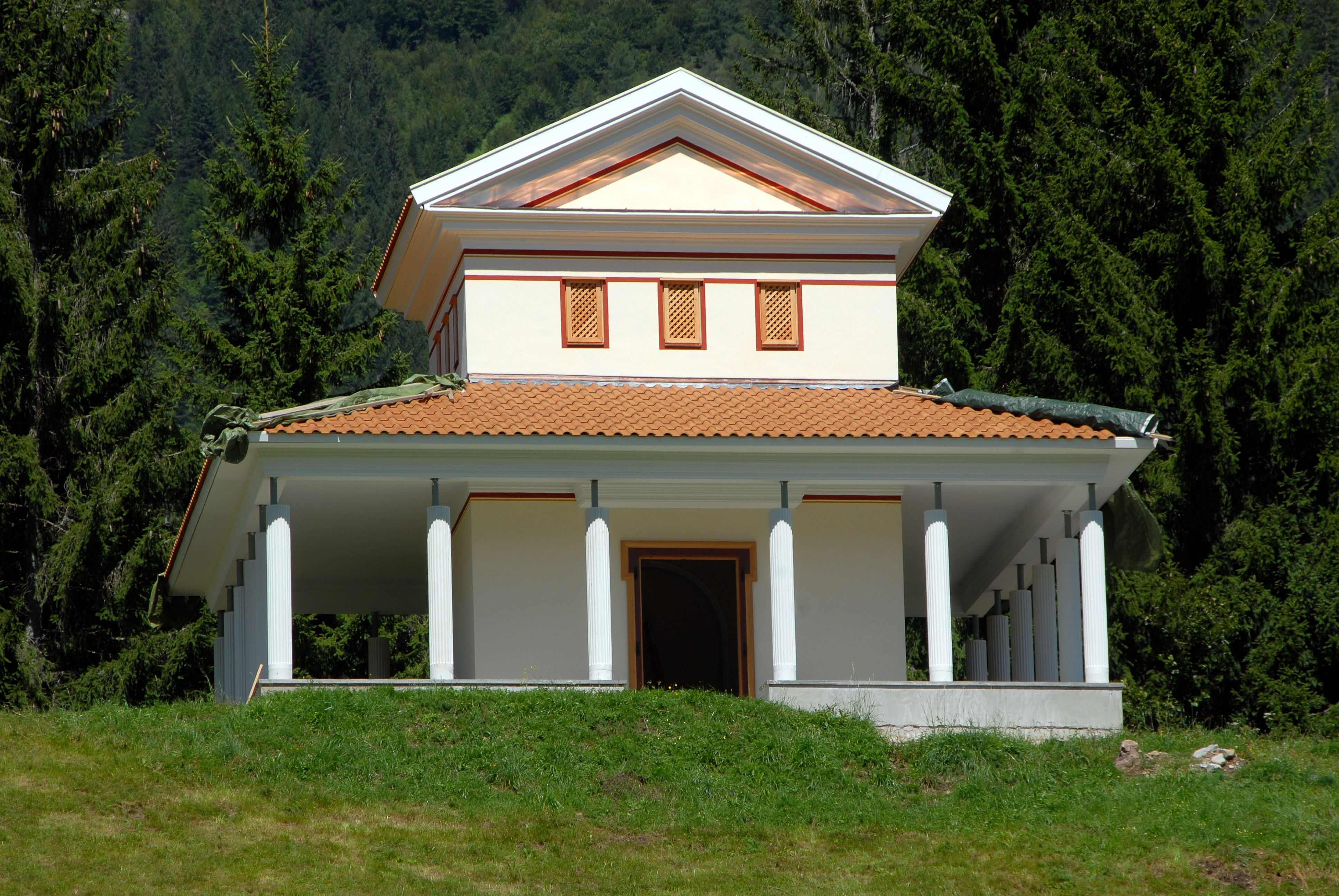
Rekonstruierter Tempel mit Herkules-Statue

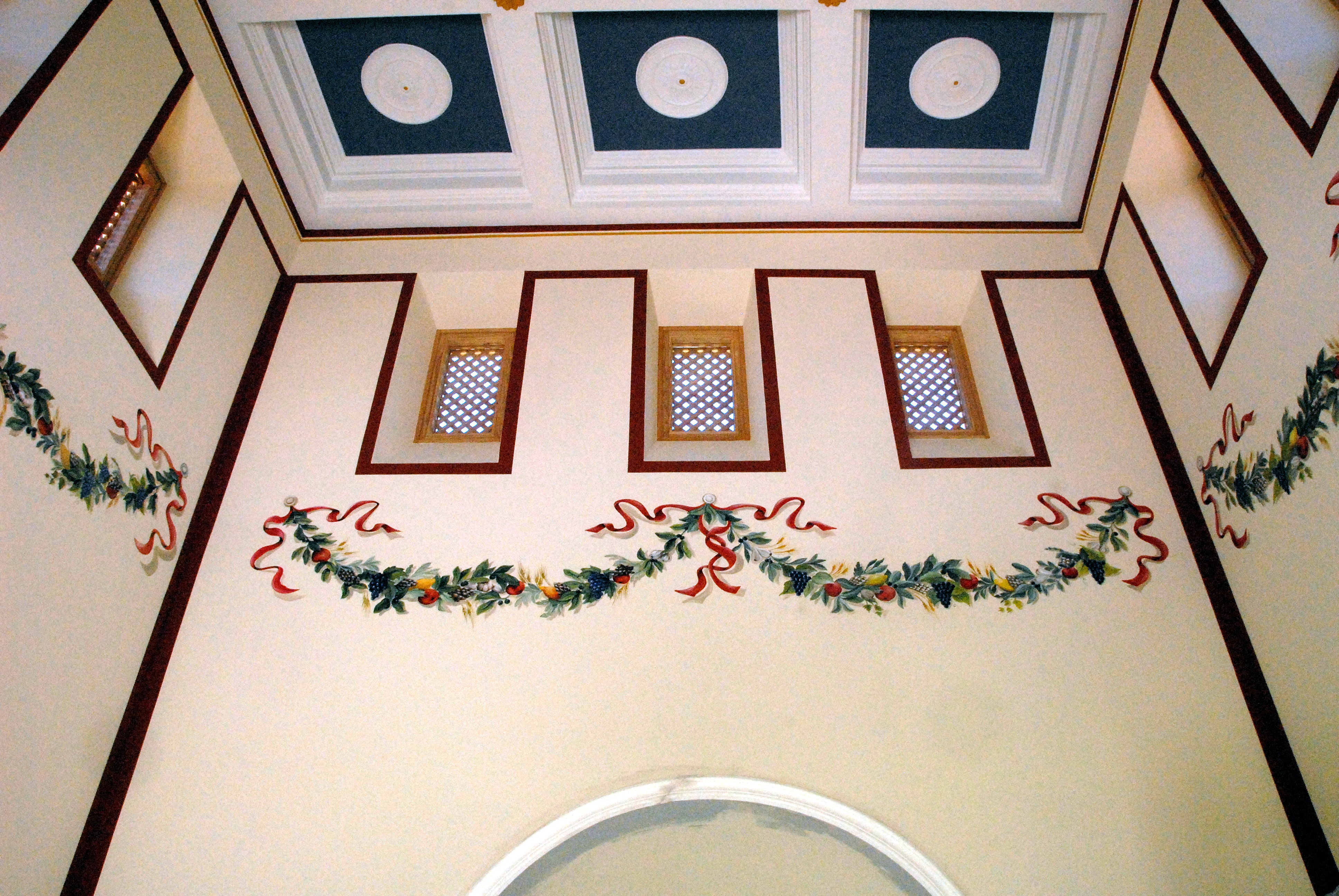
Innenraum des rekonstruierten „Herkulestempels“

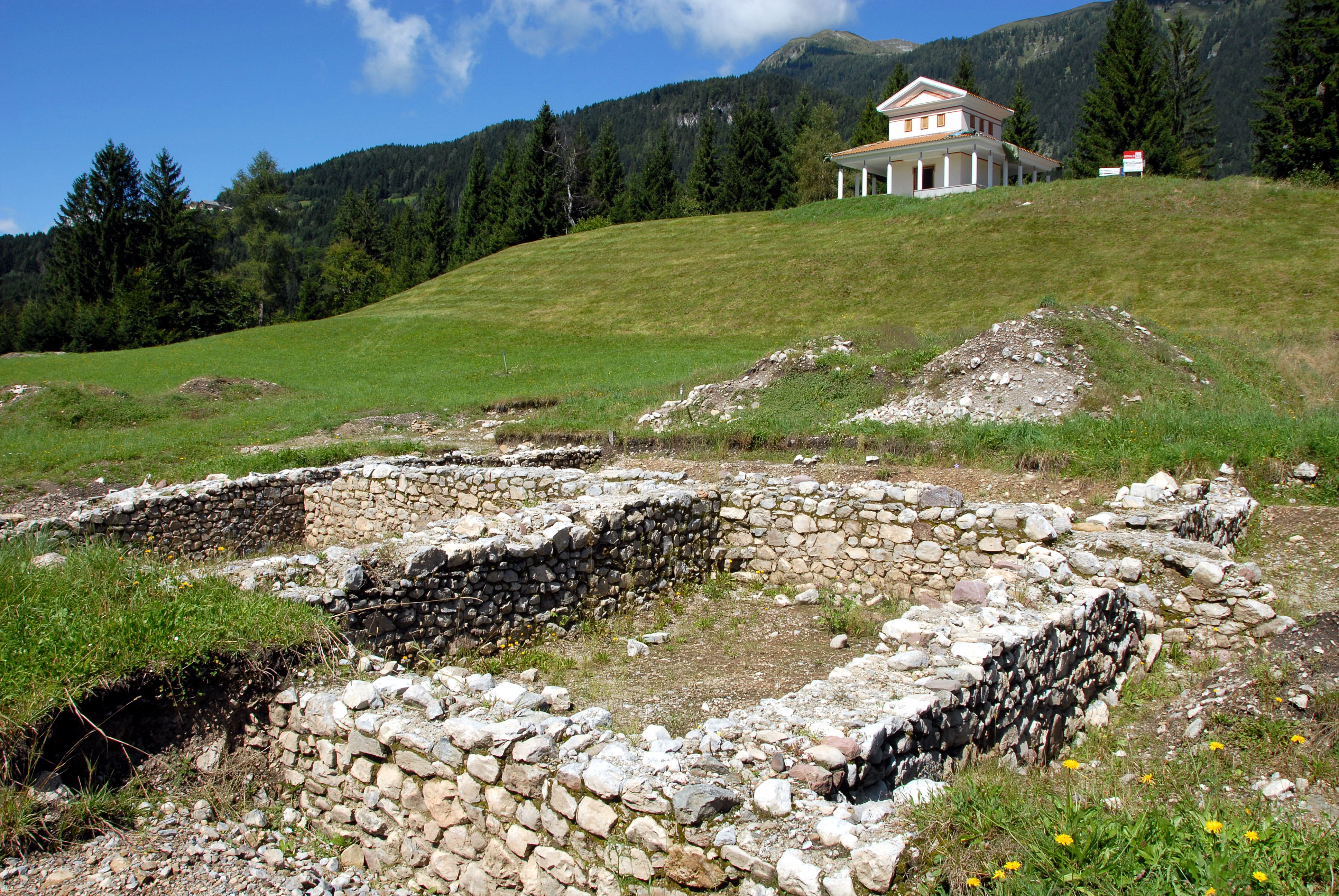
Blick von der Ausgrabungsstätte auf den Opferhügel mit „Herkulestempel“

Gurina ist eine Ortschaft der Gemeinde Dellach im Kärntner Gailtal. Die Gurina stellt eine weitläufige Terrasse dar, die dem Jauken im Süden vorgelagert ist. Sie ist seit der Jungsteinzeit besiedelt. Die Ortschaft Gurina hat 12 Einwohner (Zählung 2024).

## Geographische Lage
Die Gurina ist ein etwa fünf Hektar großes Plateau an der Südseite des Jauken und befindet sich auf der Sonnseite des oberen Gailtales in einer Höhe von 800 bis 890 m ü. A.
Sie ist in zwei Stufen unterteilt, die Obere und Untere Gurina. An der Ost- und Westseite befinden sich natürliche Gräben, die Nordseite ist durch einen künstlich befestigten Grat begrenzt. Auf der Gurina befinden sich Zinkerz führende Gesteine.

## Geschichte
Die Gurina ist mindestens seit dem 9. vorchristlichen Jahrhundert besiedelt. Aus der Hallstattzeit sind ein Gräberfeld, ein Opferplatz und ein Teil der Siedlung bekannt. Das Gräberfeld ist eine Gruppe von kleinen Grabhügeln und wird als Herren-Grablege gedeutet: in den Hügeln befanden sich einfache Steinkammern oder Steinplattenabdeckungen mit Brandbestattungen. Die Beigaben waren sehr aufwändig und bestanden u. a. aus Bronzegefäßen. Vom Opferplatz sind nur rund 350 kg Keramikscherben erhalten, da der Platz in römischer Zeit planiert wurde. Aus den Resten wurde ein Volumen der Opfergaben von rund 86 m³ und ein Gewicht von sieben Tonnen errechnet.
Bedeutendster Fund ist eine Bronzestatuette, die als Göttin Venus angesprochen wird. Von der Siedlung wurden drei Häuser ergraben, die ins 5./4. Jahrhundert datiert werden. Auffallend ist die große Menge an Webgewichten, die hier gefunden wurde. Bereits damals wurde hier Zink abgebaut. Aus der Zeit um 200 v. Chr. wurden Bronzeplättchen mit Inschriften in Venetischer Sprache und Schrift gefunden, die als Beschläge für Weihegaben gedeutet werden. Die Texte nennen weibliche und männliche Personen, die Gottheiten etwas opfern. Es sind dies die ältesten Schriftzeugnisse Österreichs. Ab ca. 200 v. Chr. gehörte die Gegend zum Stammesgebiet der Ambilini, der „Beiderseits der Gail Wohnenden“, eine römische Bezeichnung für die hier siedelnde norische Bevölkerung. Die Gurina war damals ein Handelsplatz und vermittelte zwischen dem ostalpinen und dem italischen Raum, sie war darin ein Vorläufer des rund 50 v. Chr. von den Römern erbauten Emporiums auf dem Magdalensberg.
Für die Gurina ist auch keltische Münzprägung durch den Fund von Prägestempeln belegt.
Zu Beginn der römischen Herrschaft in Noricum wurde eine Siedlung errichtet, die von einer massiven Stadtmauer umgeben war. An der Stelle des Opferplatzes wurde ein Gallo-römischer Umgangstempel errichtet. Ein Gebäude mit über 1000 m² Grundfläche wird als Verwaltungsgebäude gedeutet. Die Anzahl der Funde legt auch die Anwesenheit von römischem Militär nahe. Weiters wurden fünf Gebäude ergraben, weitere sind durch geophysikalische Messungen bekannt.
Der Großteil der Funde ist in die Zeit zwischen der römischen Okkupation Noricums 16 v. Chr. und der Mitte des ersten nachchristlichen Jahrhunderts zu datieren. Darunter sind etliche frührömische und kaiserzeitliche Herkulesstatuetten. Für die Zeit danach gibt es wesentlich weniger Funde, man geht von einer planmäßigen Auflassung der Siedlung aus.
Aus der Spätantike sind wieder vermehrt Funde zu verzeichnen. Um 600 wurde die Siedlung weitgehend aufgegeben. Gräber mit Beigaben der Köttlach-Karantanischen Kultur weisen allerdings auf eine Besiedlung auch im Frühmittelalter hin.
Von Oktober 2007 bis Oktober 2008 wurde ein Nachbau des gallo-römischen Umgangstempel errichtet. Die Statue im Innenraum soll Herkules darstellen.
Falls es sich bei der Stadtmauer von Aguntum um eine frühaugusteische Sperrmauer an der Via Iulia Augusta handeln sollte, könnten die jüngsten Grabungsbefunde von der Gurina eine neue Deutung erfahren. Demnach hätten auf der Gurina wie am Magdalensbergipfel Ummauerungen römische Enklaven im freien Noricum gebildet und wären als solche nur vor der Okkupation (15 v. Chr.) errichtet anzunehmen (mehr auf der Diskussionsseite).
Ebenfalls unsicher ist, ob die Hadnmauer, eine Talsperre bei Rattendorf, zum weiteren Befestigungssystem von Gurina gehörte.